# Entomogramma pardus
Entomogramma pardus là một loài bướm đêm trong họ Erebidae.